# Швехлен, Лео
Лео Швехлен (фр. Léo Schwechlen; 5 июня 1989 года, Монбельяр) — французский футболист, играющий на позиции защитника. Ныне выступает за турецкий клуб «Денизлиспор».

## Клубная карьера
Лео Швехлен начинал свою карьеру футболиста в «Монако», но выступал лишь за его резервную команду. В июле 2011 года он перешёл в клуб французской Лиги 2 «Тур». 19 августа того же года он дебютировал на профессиональном уровне, выйдя в основном составе в гостевом матче с «Булонью». 18 октября 2013 года Швехлен забил свой первый гол в Лиге 2, открыв счёт в гостевом поединке против клуба «СА Бастия».
В конце июля 2015 года Лео Швехлен перешёл в кипрский «Анортосис». 24 октября того же года он дебютировал в главной кипрской лиге, выйдя на замену в концовке домашнего матча с командой «Эрмис». Спустя несколько минут после этого Швехлен впервые забил на высшем уровне.
Летом 2016 года француз перешёл в турецкий «Гёзтепе», который по итогам следующего сезона вернулся в Суперлигу.